# Bouxwiller, Haut-Rhin
Bouxwiller là một xã thuộc tỉnh Haut-Rhin trong vùng Grand Est, đồng bắc Pháp. Xã này có diện tích 6,47 km², dân số năm 1999 là 478 người. Khu vực này có độ cao trung bình 395 mét trên mực nước biển.